# Nyström och Stolpe
Nyström och Stolpe var en tryckerifirma i Stockholm åren 1759–1766. Firman drevs av kompanjonerna Petter Jöransson Nyström och Carl Stolpe.